# Steve Stone
Steven "Steve" Brian Stone (Gateshead, Inglaterra, 20 de agosto de 1971) es un exfutbolista inglés que se desempeñaba como centrocampista y se retiró en 2006. Actualmente es asistente técnico de Sean Dyche en el Everton Football Club.

## Biografía
Iniciando su carrera en 1989 en el Nottingham Forest, Stone comenzó a destacar rápidamente, pero sus habituales lesiones siempre le impidieron asentarse como un jugador fundamental. En 1995 logró debutar con la selección de fútbol de Inglaterra y al año siguiente fue convocado para la Eurocopa 1996.
En la temporada 1996-97 sufrió una grave lesión que le hizo perderse toda la campaña. Con el descenso del equipo a la segunda división, Stone fichó por el Aston Villa como petición expresa del entrenador John Gregory. Con la marcha de Gregory y la llegada de Graham Taylor, Stone dejó de contar para el nuevo entrenador, y con el fracaso de hacerse un hueco en el Manchester United, fichó por el Portsmouth para la temporada 2002-03.
Sus continuas lesiones le impidieron ser un jugador habitual. Para la temporada 2005-06, el entrenador Alain Perrin no contaba con él, de modo que Stone fichó por el Leeds United, donde se retiró.

## Clubes
| Club              | País       | Año       | Partidos | Goles |
| Nottingham Forest | Inglaterra | 1989-1999 | 229      | 23    |
| Aston Villa FC    | Inglaterra | 1999-2002 | 90       | 4     |
| Portsmouth FC     | Inglaterra | 2002-2005 | 73       | 9     |
| Leeds United      | Inglaterra | 2005-2006 | 12       | 1     |

- Datos: Q555292